# Афонинский сельсовет
Афо́нинский сельсовет — упразднённое сельское поселение в составе Кстовского района Нижегородской области России.
Административный центр — деревня Афонино.
Законом Нижегородской области от 10 декабря 2021 года № 137-З к 23 декабря того же года муниципальный район был преобразован в муниципальный округ, сельское поселение упразднено.

## История
Статус и границы сельского поселения установлены Законом Нижегородской области от 15 июня 2004 года № 60-З «О наделении муниципальных образований — городов, рабочих посёлков и сельсоветов Нижегородской области статусом городского, сельского поселения».

## Население
| 2002  | 2010  | 2012  | 2013    | 2014  | 2015  | 2016  |
| ----- | ----- | ----- | ------- | ----- | ----- | ----- |
| 5197  | ↘5050 | ↗5202 | ↗5378   | ↗5449 | ↗5695 | ↗5875 |
| 2017  | 2018  | 2019  | 2021    |       |       |       |
| ↗6005 | ↗6684 | ↗8108 | ↗12 728 |       |       |       |

## Состав сельского поселения
| № | Населённый пункт | Тип населённого пункта          | Население |
| - | ---------------- | ------------------------------- | --------- |
| 1 | Анкудиновка      | деревня                         | ↗5226     |
| 2 | Анкудиновка      | посёлок железнодорожной станции | 66        |
| 3 | Афонино          | деревня, административный центр | ↗6020     |
| 4 | Кузьминка        | деревня                         | ↘574      |
| 5 | Никульское       | деревня                         | ↗747      |
| 6 | Утечино          | деревня                         | ↗158      |